# Reichertella nigra
Reichertella nigra is een muggensoort uit de familie van de Scatopsidae. De wetenschappelijke naam van de soort is voor het eerst geldig gepubliceerd in 1804 door Meigen.